# Prêt à Tout
Pour les articles homonymes, voir Prêt à tout.
Prêt à Tout (né le 15 mars 2003) est un cheval hongre alezan du stud-book Selle français, monté en saut d'obstacles par Marcus Ehning, avec lequel il décroche le Grand Prix du CHIO d'Aix-la-Chapelle en juillet 2018, et une médaille de bronze par équipes aux Jeux équestres mondiaux de 2018.

## Histoire

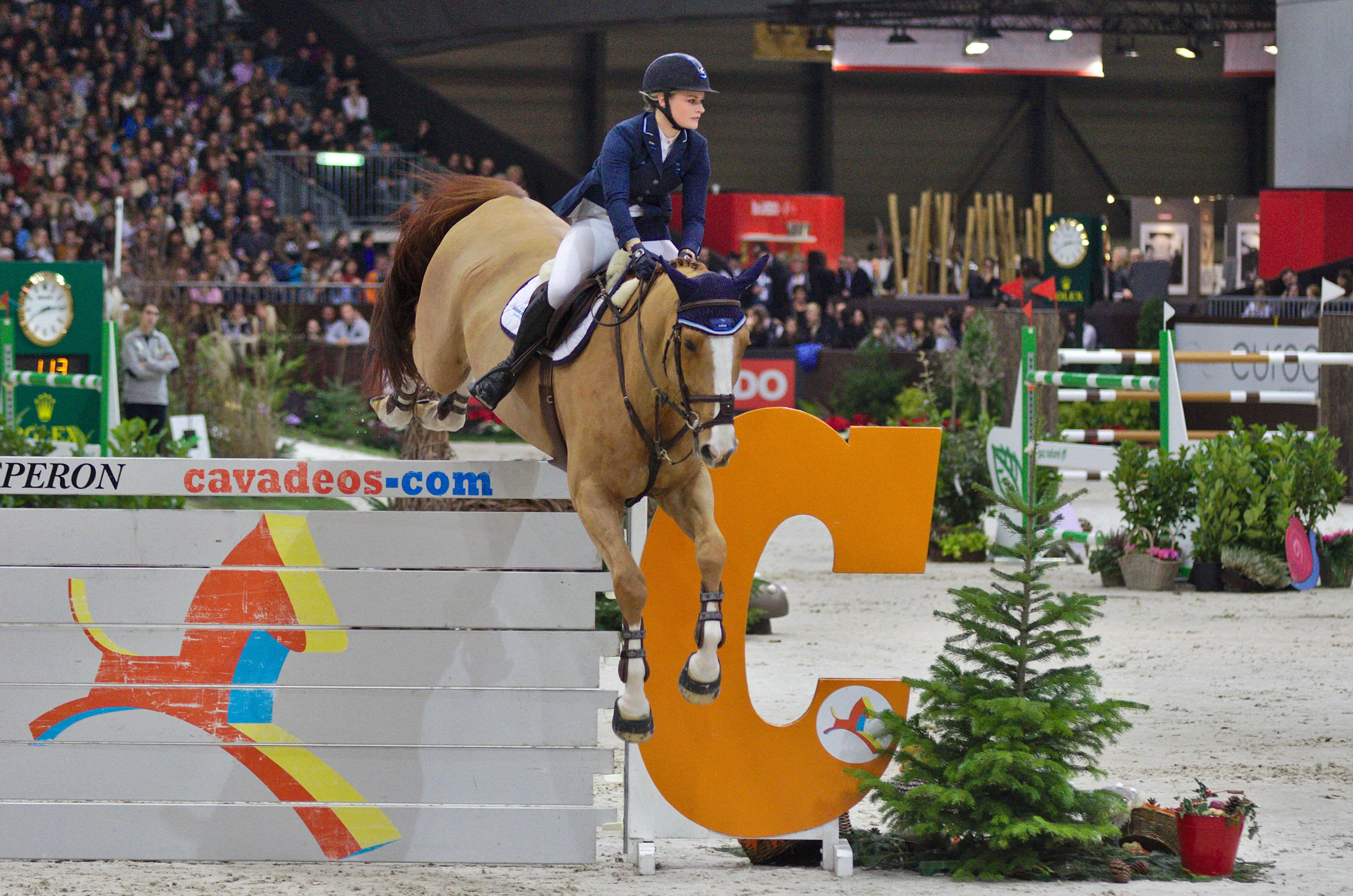
Kaya Lüthi et Pret A Tout au 54eme CHI de Genève en 2014

Prêt à Tout naît près de Villefranche-sur-Saône, à Denicé, au domaine de Barrière, l'élevage de Bruno Louchet, le 15 mars 2003. Il est monté jeune cheval par Alexandre Louchet, puis Jean-Baptiste Martinot. Il est vendu à monsieur Panetti, du haras de Sainte-Cécile, puis à Ruth Krech, qui le confie à la jeune cavalière allemande Kaya Lüthi. Il remporte avec elle deux médailles d'argent en individuel et une médaille d'argent par équipe aux championnats d'Europe de saut d'obstacles jeunes cavaliers. En novembre 2015, alors qu'il a 12 ans, il est acquis par Marcus Ehning et Ruth Krech. Ehning le monte à partir de janvier 2016. Il remporte le Grand Prix de l'étape Global Champions Tour de Madrid en mai.
Il remporte la Coupe des nations et le Grand Prix d'Aix-la-Chapelle en juillet 2018,. Il participe à la médaille de bronze par équipes remportée par l'Allemagne aux Jeux équestres mondiaux de 2018. Il décroche le Grand Prix de Genève en décembre, la même année.

## Description
Prêt à Tout est un hongre de robe alezan, inscrit au stud-book du Selle français. Ehning le décrit comme intelligent et expérimenté, doté d'une grande puissance de saut. Prêt à Tout est de caractère facile, Ehning affirmant qu'il est le plus gentil cheval de son écurie.

## Palmarès
Principaux résultats avec Marcus Ehning :
2016 :
- 4e du Grand Prix du CSI-5* du Grand Palais de Paris
- 5e du Grand Prix du CSI-5* de Bordeaux
- 4e du Grand Prix du CSI-5* de Hambourg lors du Global Champions Tour
- Vainqueur du Grand Prix du CSI-5* de Madrid lors du Global Champions Tour
- 2e de la Coupe des Nations du CSIO-5* de St-Gallen
- 4e du Grand Prix du CSIO-5* de Aix-la-Chapelle lors du Grand Chelem de saut d'obstacles
- Vainqueur du Grand Prix du CSI-4* de Münster
- Vainqueur de la Finale Coupe des Nations du CSIO-5* de Barcelone

2017 :
- 3e de la Coupe des Nations du CSIO-5* de St-Gallen
- Vainqueur du Mercedes-Benz Nationenpreis du CSIO-5* d'Aix-la-Chapelle

2018 :
- Vainqueur d'une épreuve 1,50 m du CSI-5* de Bâle
- Vainqueur du Grand Prix du CSIO-5* d'Aix-la-Chapelle lors du Grand Chelem de saut d'obstacles
- Médaille de Bronze par équipes aux Jeux Equestres Mondiaux de Tryon
- Vainqueur du Grand Prix du CHI-5* de Genève lors du Grand Chelem de saut d'obstacles
- 10e du Grand Prix Coupe du Monde du CIW-5* de Londres

## Origines
Prêt à Tout est un arrière-petit-fils du très célèbre Jalisco B.